# Салта (провинция)
Са̀лта (на испански: Salta) е една от 23-те провинции на Аржентина. Намира се в северозападната част на страната. Провинция Салта е с население от 1 388 532 жители (по изчисления за юли 2018 г.) и обща площ от 155 488 км². Столица на провинцията е едноименния град Салта.